# 3-metilpiridină
3-Metilpiridina sau 3-picolina este un compus organic cu formula chimică C6H7N. Este un lichid incolor care are un miros neplăcut asemănător piridinei. Acesta este utilizată în principal pentru fabricarea 2-vinilpiridinei și a nitrapirinei, un produs chimic agricol.

## Obținere
3-Metilpiridina este produsă la nivel industrial prin reacția acroleinei cu amoniacul. Precursorii sunt amestecați sub formă de gaze care trec peste un catalizator eterogen pe bază de oxid. Reacția se desfășoară în mai multe etape și culminează cu ciclizarea finală:
{\displaystyle {\ce {2 CH2CHCHO + NH3 -> CH3C5H4N + 2 H2O}}}
Acest proces produce, de asemenea, cantități substanțiale de piridină, care rezultă prin demetilarea 3-metilpiridinei. O cale care oferă un control mai bun al produsului începe cu acroleină, propionaldehidă și amoniac:
{\displaystyle {\ce {CH2CHCHO + CH3CH2CHO + NH3 -> 3-CH3C5H4N + 2 H2O + H2}}}
De asemenea, poate fi obținut ca un coprodus al sintezei piridinei din acetaldehidă, formaldehidă și amoniac prin sinteza Chichibabin a piridinelor:

## Proprietăți
Oxidarea în prezență de permanganat de potasiu duce la formarea de acid nicotinic: